# Der schwarze Moritz
Der schwarze Moritz ist ein deutsches Stummfilmlustspiel aus dem Jahre 1916 mit Ernst Lubitsch in der Haupt- bzw. Titelrolle. 

## Handlung
Die Erbschaft eines verblichenen Großvaters soll demjenigen zukommen, der von den drei Brüdern Apfelreis den ersten Erben aufzuweisen hat, Moritz Apfelreis hält seine beiden Brüder, die er vom überseeischen Ort der Handlung nach Europa schickt, zum Narren: Als Schwarzer will er eine weiße Frau heiraten und rechtzeitig einen Stammhalter hervorbringen. 

## Produktionsnotizen
Der schwarze Moritz entstand 1915, passierte die Filmzensur im November desselben Jahres und wurde am 2. Juni 1916 in Berlins Tauentzienpalast uraufgeführt. Der mit Jugendverbot belegte Dreiakter besaß eine Länge von etwa 1180 Meter. Der Film gilt als verschollen.
Die Filmbauten schuf Kurt Richter.
Das Besondere an diesem Film ist, dass sich die Filmprojektion mit einem Bühnenspiel abwechselt.

## Kritiken
Die Lichtbild-Bühne befand: „Dieses Sujet könnte Witz und tolle Laune bergen, bringt aber nur Humor in der Person Lubitsch' und in der Art, wie er sich gibt, bewegt, tanzt und gehabt. Alles andere tritt daneben in den Hintergrund.“
Die Wiener Allgemeine Zeitung nannte den Film „ein harmloses, aber originelles Durcheinanderspiel von lebendem Bild und lebender Personen“.